# Mario Bonura
Mario Bonura (Salemi, 1948 – Salemi, 28 luglio 2010) è stato un cantautore italiano.

## Biografia
Dopo le prime esibizioni nella sua regione, si trasferisce all'inizio degli anni '70 a Roma per studiare psicologia, ed inizia ad esibirsi come cantante al Bagaglino e al Folkstudio.
Firma un contratto con la International Organization, sottoetichetta della RCA Italiana, e nel 1976 incide il suo primo 45 giri, Una donna come questa/La prostituta; all'incisione partecipano anche i i 2 + 2 di Nora Orlandi.
Nel 1977 pubblica l'album E grido e grido e grido, arrangiato dal maestro Elvio Monti, in cui collabora alle chitarre Maurizio De Angelis degli Oliver Onions.
Dopo qualche anno di pausa, in cui si dedica all'attività di autore per altri artisti come  Franco Califano e a fare concerti da supporto per artisti come Francesco De Gregori e Vasco Rossi, firma un contratto editoriale con le edizioni musicali Chantalain, di proprietà di Bobby Solo (Chantal e Alain sono i nomi dei due figli del cantautore) e pubblica un nuovo 45 giri, Stella/Strada del centro.
Passa poi alla Venus (etichetta distribuita dalla CGD), per cui incide un nuovo 45 giri nel 1985.
Negli anni seguenti rallenta l'attività, pur continuando ad esibirsi e ad incidere.
Muore il 28 luglio 2010 a Salemi, dove si trova in vacanza, dopo uno scontro con un'automobile mentre guida uno scooter.

## Discografia parziale

### Album
- 1977: E grido e grido e grido (International Organization, ZPLI 34022)
- 2003: Madreluna

### Singoli
- 1976: Una donna come questa/La prostituta (International Organization, ZBI 7011)
- 1977: E grido e grido e grido/Ma che triste giornata (International Organization, ZBI 7029)
- 1982: Strega è la vita/E ti chiamerò (International Organization)
- 1983: Stella/Strada del centro (International Organization, IO 33)
- 1985: Mondo balla/Maria (Venus, VNS 44003)